# Valtjärnarna, Härjedalen
Valtjärnarna är en sjö i Härjedalens kommun i Härjedalen och ingår i Ljusnans huvudavrinningsområde. Sjön har en area på 0,0767 kvadratkilometer och ligger 745 meter över havet. Sjön avvattnas av vattendraget Unnsån.

## Delavrinningsområde
Valtjärnarna ingår i det delavrinningsområde (694323-135996) som SMHI kallar för Ovan 694252-136172. Medelhöjden är 802 meter över havet och ytan är 5,82 kvadratkilometer. Det finns inga avrinningsområden uppströms utan avrinningsområdet är högsta punkten. Unnsån som avvattnar avrinningsområdet har biflödesordning 3, vilket innebär att vattnet flödar genom totalt 3 vattendrag innan det når havet efter 358 kilometer. Avrinningsområdet består mestadels av skog (80 procent). Avrinningsområdet har 0,18 kvadratkilometer vattenytor vilket ger det en sjöprocent på 3,1 procent.